# Jacquerie

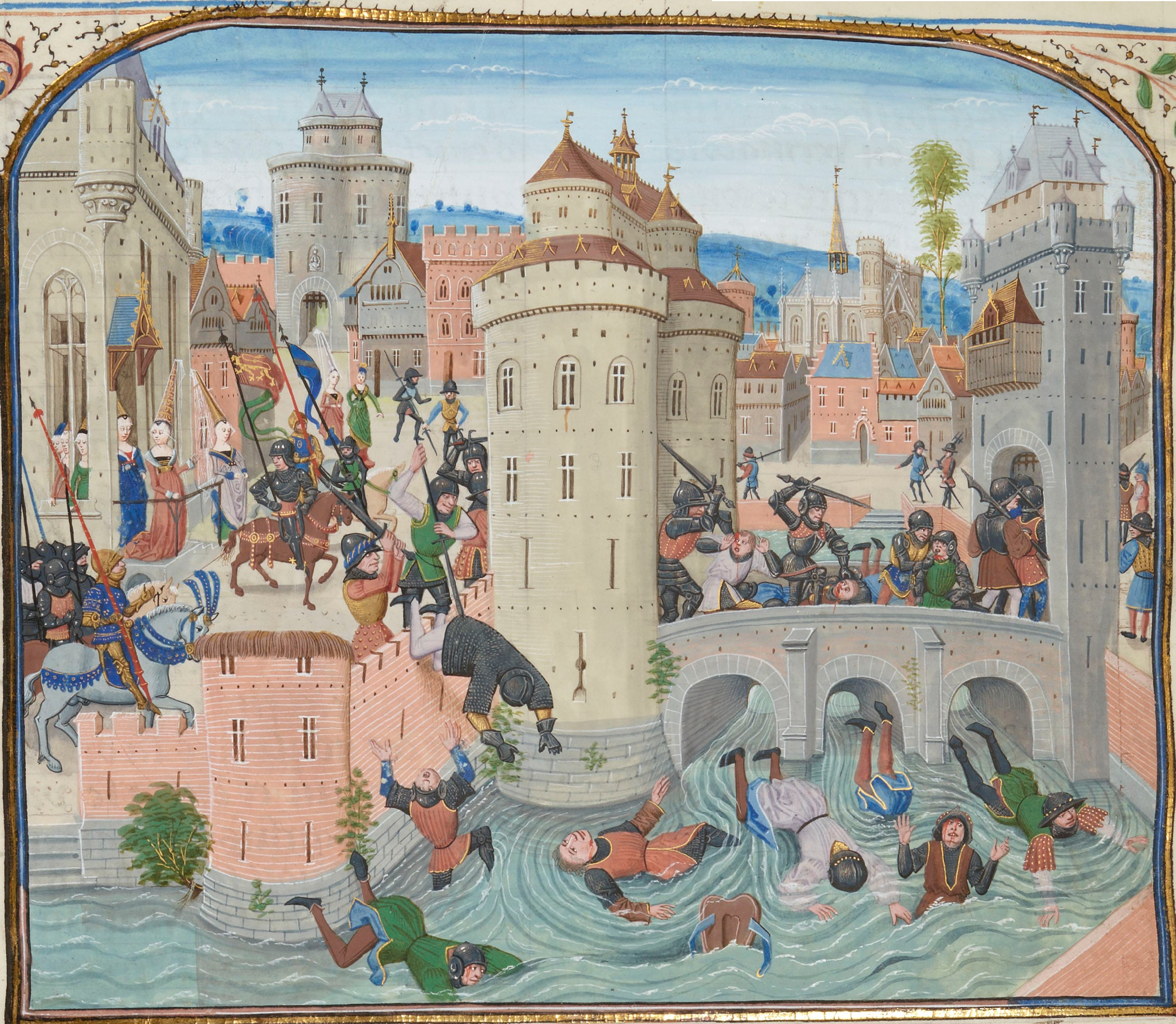
Miniatura z Froissartovy Kroniky stoleté války zobrazující masakr poražených sedláků v Meaux

Jacquerie [žakrí] je název rozsáhlého povstání sedláků proti šlechtě v severní a střední Francii (Île-de-France, Pikardie, Champagne, Artois a Normandie), které proběhlo v květnu a červnu roku 1358 během stoleté války.

## Příčiny
Válka s Angličany, bída a morové epidemie znamenaly pokles obyvatelstva. Vrchnost měla potíže s obděláváním půdy bez poddaných. Následovaly opatření o zákazu pohybu, maximální mzdy zemědělských dělníků, výkupní ceny apod. V první části stoleté války (1337-1360) vítězili Angličané. Po bitvě u Poitiers v roce 1356 francouzský král Jan II. dokonce padl do zajetí. S ním bylo zajato i mnoho francouzských šlechticů, za které bylo žádáno výkupné. Jejich rodiny proto uvalily na poddané novou daň z dobytka. Další ranou pro poddané byli angličtí, španělští a další žoldáci, kteří pustošili a loupili na venkově a rovněž vojáci navarrského krále Karla II. Špatného, který zpustošil okolí Paříže. Tím vším byli postiženi především sedláci a výsledkem těchto restrikcí byla selská povstání.
V únoru 1358 vyvolal pařížský prévôt des marchands Étienne Marcel povstání proti šlechtě, dauphin Karel dokonce musel uprchnout z Paříže. Tento úspěch povzbudil sedláky, aby se spojili proti svým utiskovatelům, ať už to byla francouzská šlechta nebo angličtí vojáci.

## Průběh
21. května 1358 vypuklo selské povstání ve městě Compiègne v Pikardii a rozšířilo se i na další území severovýchodní Francie. Útoky sedláků vedly především proti šlechtickým sídlům, která vypalovali a zabíjeli jejich obyvatele. Do čela povstalců se postavil Guillaume Caillet. Podařilo se mu navázat styky s povstáním Étienna Marcela v Paříži a získat podporu i obyvatel měst Compiègne nebo Senlis. Étienne Marcel jim poslal na pomoc 300 ozbrojenců, avšak odvolal je, když sedláci neustali ve svém řádění.
Během několika týdnů napadené strany vytáhly proti povstalcům. Společně se spojila šlechta, budoucí francouzský král Karel V. i jeho rival, navarrský král Karel II. Špatný. Ten vylákal lstí vůdce Cailleta a nechal jej popravit. Sedláci byli definitivně poraženi 9. června 1358 v bitvě u Meaux. Představitelé a účastníci byli potrestáni smrtí. Zabito bylo až 20 000 povstalců.

## Důsledky
Kvůli povstání zůstala oblast severovýchodně od Paříže ještě po mnoho desetiletí zničená a také šlechta žila dlouho ve strachu z opakování těchto událostí. Jacquerie bylo první rozsáhlé selské povstání vrcholného středověku, po kterém následovala povstání Watta Tylera v Anglii roku 1381, či husitství v Čechách.

## Název
Výraz jacquerie je nejspíš odvozen od posměšné přezdívky, kterou šlechta sedlákům dávala - Jacques Bonhomme (Kuba Prosťáček). Podle jiné verze měl tuto přezdívku pouze jejich vůdce Caillet, která pak přešla na všechny sedláky. Ve francouzské historiografii se tímto termínem označují obecně všechna selská povstání, jen toto konkrétní pro odlišení názvem Grande jacquerie (Velká jacquerie).